# 줄무늬덤불다람쥐
줄무늬덤불다람쥐(Paraxerus flavovittis)는 다람쥐과에 속하는 설치류의 일종이다. 케냐와 말라위, 모잠비크, 탄자니아에서 발견된다. 자연 서식지는 습윤 사바나 지역과 플랜테이션 지역이다.

## 아종
4종의 아종이 알려져 있다.
- P. f. flavovittis
- P. f. exgeanus
- P. f. ibeanus
- P. f. mossambicus